# Sektion Hamburg und Niederelbe des Deutschen Alpenvereins
Der Deutsche Alpenverein, Sektion Hamburg und Niederelbe e. V. (kurz DAV Hamburg) ist eine Sektion des Deutschen Alpenvereins. Die Sektion hat 24.099 Mitglieder (Stand: 31. Dezember 2024) und ist damit einer der mitgliederstärksten Sportvereine Deutschlands, die sechstgrößte Sektion des Deutschen Alpenvereins und mit Abstand die größte DAV-Sektion Norddeutschlands. Nach dem Hamburger SV, dem Betriebssportverband Hamburg, dem FC St. Pauli und Sportspaß ist er der fünftgrößte Sportverein in Hamburg.

## Geschichte
Die Sektion Hamburg wurde am 8. Oktober 1875 gegründet. Im Ortlergebiet erwarb man 1888 die Schaubachhütte. Die Berglhütte, ebenfalls im Ortlergebiet in der Nähe von Sulden, wurde 1897 eröffnet. Die separate Sektion DAV Turner, die 2005 mit der Sektion Hamburg fusionierte, wurde 1910 durch die Hamburger Turnerschaft von 1816 gegründet. Die Sektion Niederelbe, die ebenfalls 2005 mit der Sektion Hamburg fusionierte, wurde 1911 gegründet. 1911 gründete sich die Wandergruppe. In Folge des Ersten Weltkrieges verlor man 1918 beide Hütten. Erwerb des auf 3006 m Höhe gelegenen Ramolhauses im Ötztal. 1925 wurde die Talhütte Zwieselstein eröffnet. Im gleichen Jahr wurde die Bergsteigergruppe gegründet. Die Jugendgruppe wurde 1926 gegründet. Das Skiheim (heute Hamburger Skihütte) auf der Schlossalm im Gasteiner Tal wurde 1940 gekauft. 1947 wurde die Ortsgruppe Cuxhaven gegründet. 1952 wurde die Ortsgruppe Lüneburg, die 2012 mit dem Hauptverein fusionierte, gegründet. Von der Preussag AG erwarb man 1973 die Harzhütte, heute heißt sie Sepp-Ruf-Hütte. 1976 wurde die Ortsgruppe Stade gegründet. 1982 wurde die Ortsgruppe Soltau gegründet. 1984 hat die Sektion Hameln die Hohensteinhütte an die Sektion Hamburg verkauft. 1994 wurde die Ortsgruppe Nordheide gegründet. 2005 fusionierte die Sektion Hamburg mit der Sektion Niederelbe, wodurch die Niederelbehütte erworben wurde. 2006 wurde die Sektion Turner in die Sektion Hamburg und Niederelbe eingegliedert, und auch die Halle 1 wurde in Betrieb genommen. Die Halle 2 wurde dann 2011 in Betrieb genommen.

## Sektionsvorsitzende
Eine chronologische Übersicht über alle Präsidenten der Sektion seit Gründung.
| Amtszeit  | Präsident                                 |
| --------- | ----------------------------------------- |
| 1875–1887 | Ferdinand Arning                          |
| 1887–1903 | Julius Buchheister                        |
| 1903–1914 | Otto Dehn                                 |
| 1914–1918 | Adolph Arning (Sohn von Ferdinand Arning) |
| 1918–1924 | Rudolf Richter                            |
| 1924–1933 | Hermann Uflacker                          |
| 1933–1945 | Rudolf Lütgens                            |
| 1946–1952 | Max Schmidt                               |
| 1952–1956 | Hans-Herbert Ruths                        |
| 1957–1968 | E. G. Heidrich                            |
| 1968–1976 | H. Lindemann                              |
| 1976–1978 | Josef Ruf                                 |
| 1978–1984 | Herbert Westphal                          |
| 1984–1987 | Lorenz Barthels                           |
| 1988–1998 | Claus Gerrens                             |
| 1998–2007 | Helmut Rüpke                              |
| 2007–2010 | Thomas Scheuermann                        |
| 2010–2014 | Helmut Manz                               |
| 2014–2016 | Andreas Peters                            |
| seit 2016 | Thomas Wolf                               |

## Bekannte Mitglieder
- Ferdinand Arning (1834–1886), Gründungsvorsitzender, 1880 „Hamburger Weg“ auf den Ortler[15]
- Rudolf Lütgens (1881–1972),  Wirtschaftsgeograf
- Arthur Schmidt (1895–1987),  Generalleutnant
- Alfred Schmidt
- Hans-Herbert Ruths

## Hütten der Sektion
Hochgebirgshütten
- Niederelbehütte, 2310 m ü. A. (Verwall) (erbaut: 1930/1931)
- Ramolhaus, 3006 m ü. A. (Ötztaler Alpen) (erbaut: 1881–1883)

Skihütte
- Hamburger Skihütte, 1970 m ü. A. (Goldberggruppe) (erbaut: um 1935/1936)

Selbstversorgerhütten
- Hohensteinhütte, 136 m ü. NHN (Weserbergland)
- Sepp-Ruf-Hütte, 469 m ü. NHN (Harz)

### Ehemalige Hütten der Sektion
- Berglhütte, 2188 m s.l.m. (Ortler-Alpen) (Aktueller Eigentümer: Autonome Provinz Bozen – Südtirol)
- Schaubachhütte, 2581 m s.l.m. (Ortler-Alpen) (Aktueller Eigentümer: Autonome Provinz Bozen – Südtirol)
- Talhütte Zwieselstein, 1472 m ü. A. (Stubaier Alpen) (Aktueller Eigentümer: Sektion Regensburg des DAV)

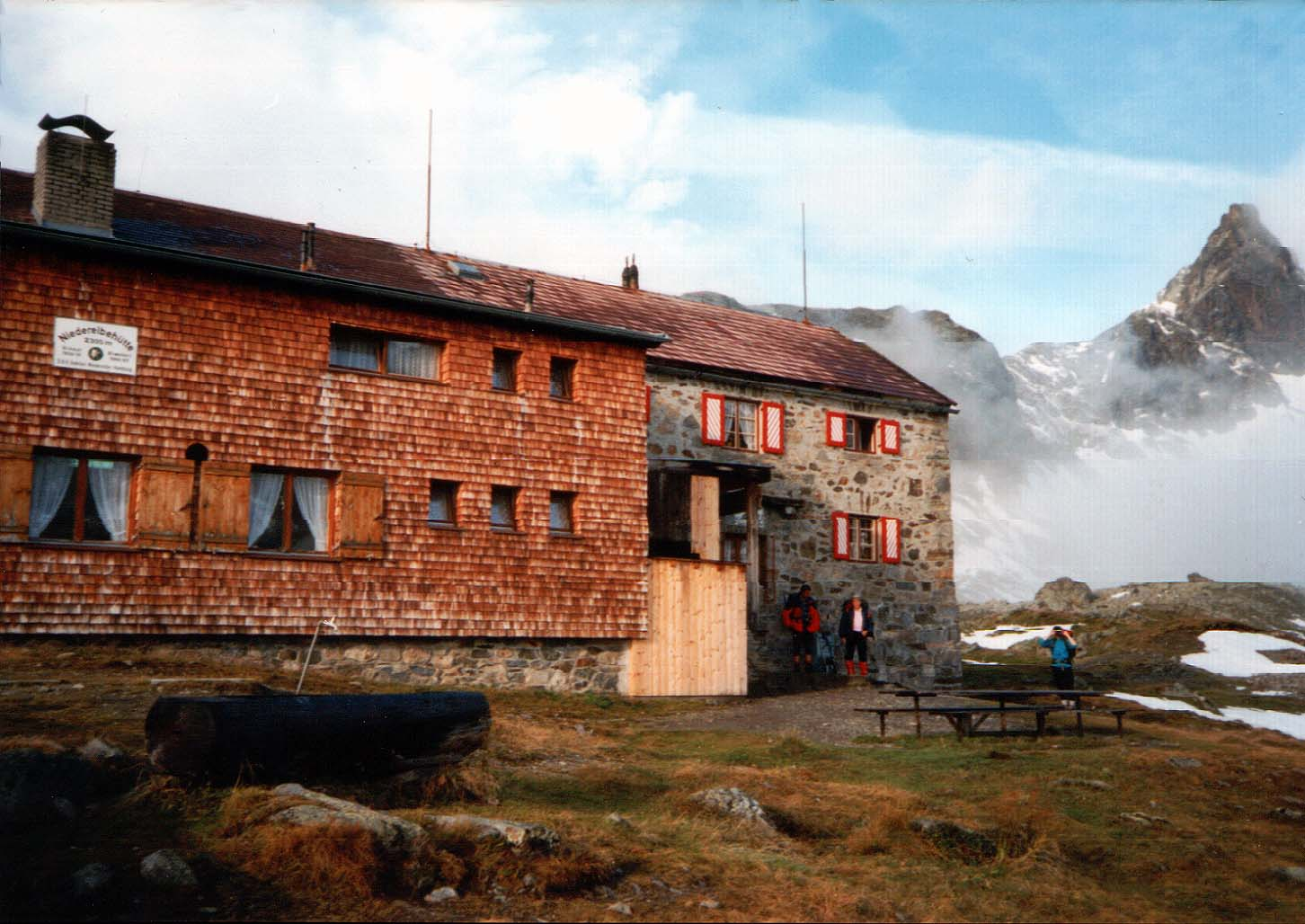
Niederelbehütte
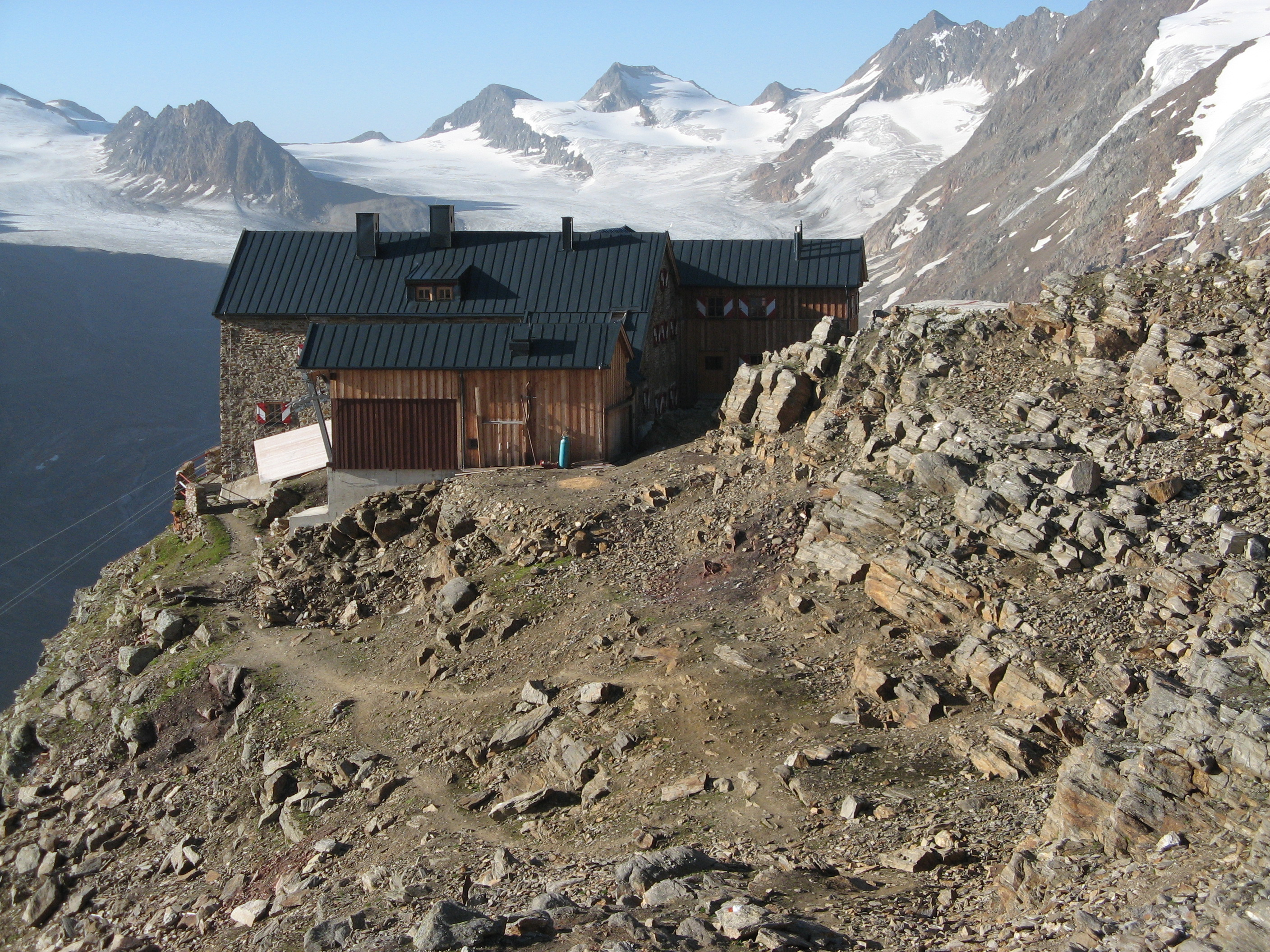
Ramolhaus
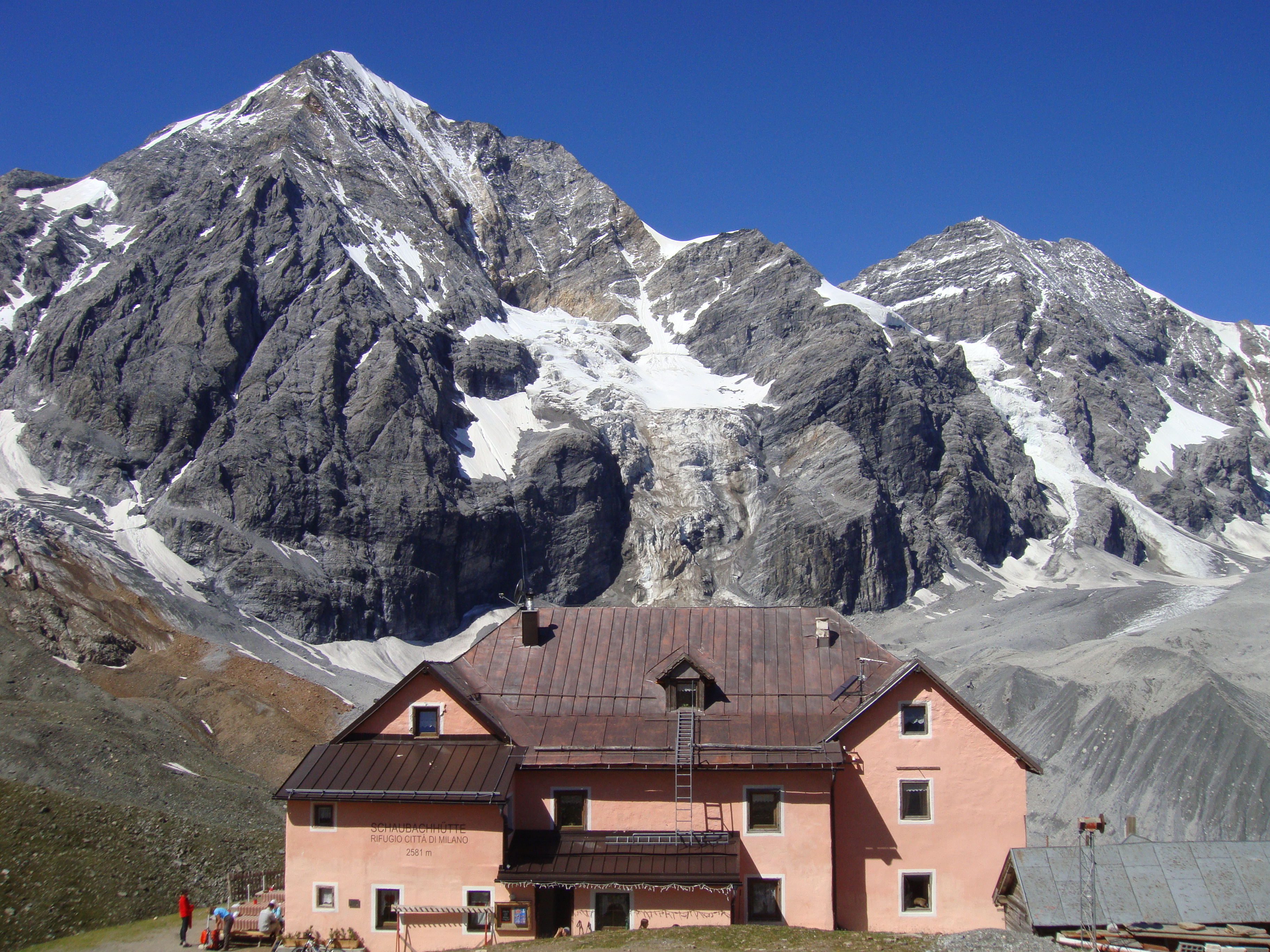
Schaubachhütte mit Königspitze (links) und Monte Zebrù (rechts)
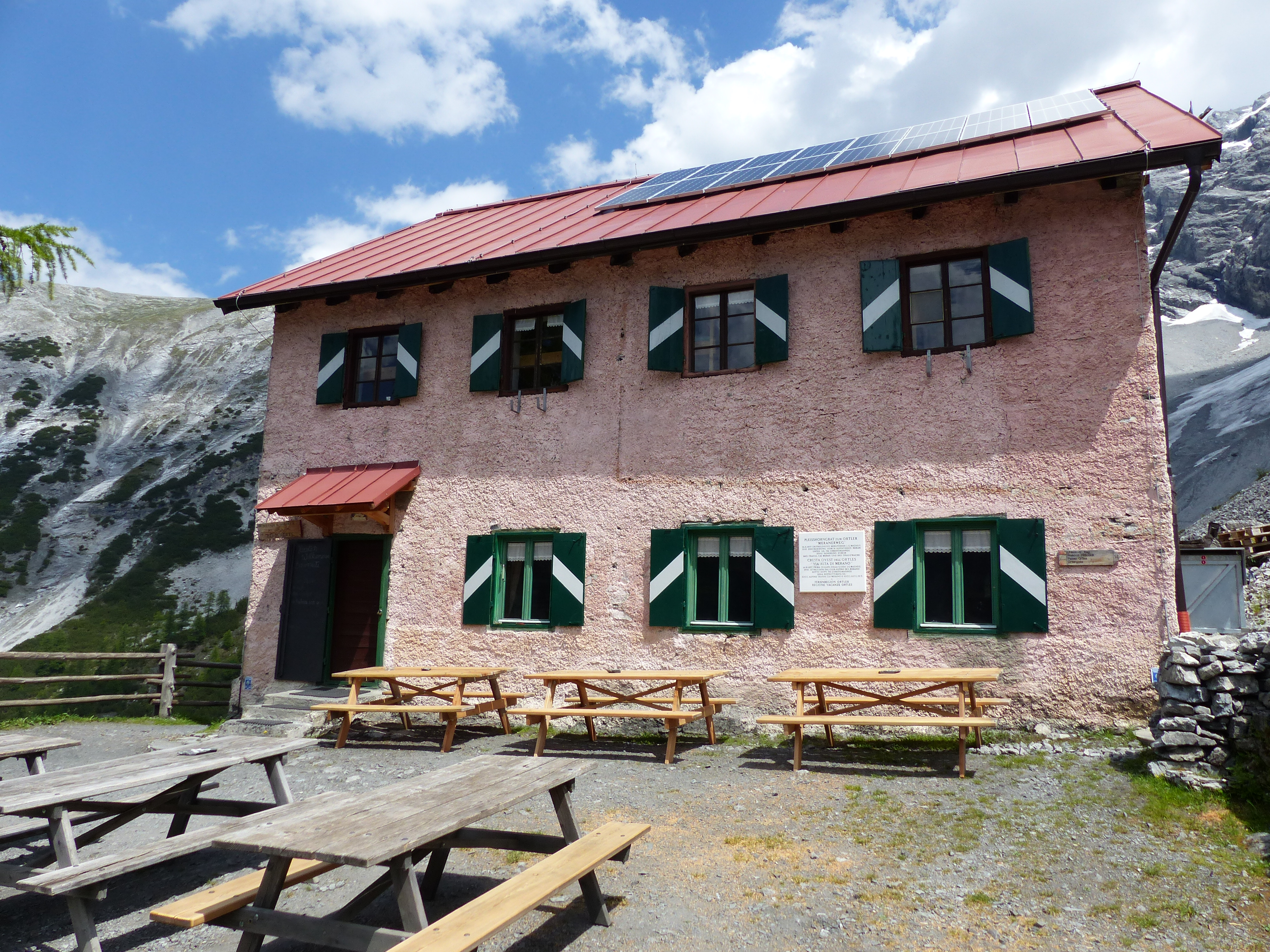
Berglhütte

## Einrichtungen
Der Verein bezeichnet das vereinseigene Kletterzentrum als die größte Kletterhalle im Norden Deutschlands. Neben Bouldermöglichkeiten bieten die 3 Kletterhallen (mit ca. 3800 m² Kletterfläche) Routen aller Schwierigkeitsgrade.
Leistungssport im DAV Kletterzentrum Hamburg.
Die Geschäftsstelle der Sektion liegt direkt am Kletterzentrum.
Die Vereinsaktivitäten werden in 24 Gruppen abgedeckt, darunter Ortsgruppen in Cuxhaven (Gründung 1947), Lüneburg (Gründung 1952), Nordheide (Gründung 1994) und Stade (Gründung 1976).